# Dál Fiatach
Dál Fiatach est le nom d'un groupe de familles dynastiques gouvernant les Ulaid de l'est de l'Ulster à l'époque de la christianisation et pendant le haut Moyen Âge irlandais.

## Origine
Le Dál Fiatach est une dynastie issue de Fiatach Finn mac Dáire, un roi d'Ulster et  Ard ri Erenn, légendaire  Son territoire correspond aux  peuples des Voluntii (grec: Ούολουντοι ) et Darini (grec: Δαρῖνοι) du géographe grec antique Ptolémée, sans doute directement les prédécesseurs du protohistorique  Dáirine, puis  Corcu Loígde du  Munster apparenté avec l'Osraige et aussi de façon plus lointaine avec le Dál Riata.
Les Ulaid, dont le Dál Fiatach est la dynastie régnante, sont associés avec les soi-disant  Érainn par les génealogistes et les linguistes, et semblent avoir jusqu'à un certain point formé une population unique dans les temps immémoriaux protohistoriques dont le vague souvenir est demeuré dans la période du Haut Moyen Âge. Le Dál Fiatach  se prévalait de la royauté avec comme ancêtre le légendaire Cú Roí mac Dáire et le Clanna Dedad ,.
Bien Que Francis John Byrne estime les quelques traces archéologiques  de la période de La Tène découverts en Irlande soient «plutôt rares», la plupart de verstiges (surtout des armes et des pièces de harnais) ont été trouvés dans le nord de l'Irlande, ce qui suggère des petites bandes de colons (guerriers et métallurgistes) arrivés de Grande-Bretagne au IIIe siècle av. J.-C., ont sans doute été absorbées par la population des Ulaid 
Le Dál Fiatach est considéré par les spécialistes universitaires comme les véritables Ulaid historiques (i.e: Uluti), mais après le déclin de la dynastie au VIIe siècle, les légendaires héros du Cycle d'Ulster furent aussi revendiqués comme leurs ancêtres par le  Dál nAraidi d'origine Cruthin, se proclament eux-mêmes, pour des raisons politiques « véritables Ulaid » et descendants de Rudraige mac Sithrigi  par Conall Cernach.
Ces  légendaire Ulaid, un peuple considéré parfois comme les ancêtres du  Dál Fiatach, bien que le souvenir n'en soit pas clairement préservé dans les traditions généalogies postérieures sont parfois nommés Clanna Rudraige. Cependant, plutôt que de contester les revendications des Cruithin à leur ancienne gloire, le Dál Fiatach semblent avoir choisi de souligner sa parenté avec le Clanna Dedad du Munster, redoutables rivaux du  Clanna Rudraige.
leurs propres ancêtres ayant été usurpés par le Dál nAraidi, le Dál Fiatach n'a apparemment pas eu d'autre choix que de se proclamer descendant de leurs plus proches parents dont ils avaient conservé le souvenir.Bien que la parenté entre le Dáirine et/ou le Clanna Dedad (Érainn) ne soit pas contestée par les chercheurs, on peut supposer que les premières générations de la généalogie du Dál Fiatach soit très corrompues. C'est également vrai pour celles du Dáirine et du Corcu Loígde. Leur parenté naturelle avec les dynasties du Munster ne peut être reconstituée que par le biais des œuvres de Ptolémée et par la linguistique.

## Liste des rois
En principe la royauté d'Uster était théoriquement dévolue au Dál Fiatach  mais ils ne monopolisent pas la fonction royale car le Dál nAraidi s'impose à plusieurs reprises avec de puissants monarques sur le trône. Les principaux rois issus de la dynastie des Dál Fiatach  sont:
- Forg mac Dalláin
- Muiredach Muinderg, son fils († vers 489) ,
- Oengus Ibdach, son frère (?) ;
- Eochaid mac Muiredaig Muinderg († vers 509)
- Cairell mac Muiredaig Muinderg († 525/532)
- Fergnae mac Oengusso Ibdaig (?) († 557)
- Demmán mac Cairill († 572)
- Báetán mac Cairill († 581)
- Fiachnae mac Demmáin († 627)
- Dúnchad mac Fiachnai († 644)
- Máel Cobo mac Fiachnai († 647)
- Blathmac mac Máele Cobo († 670)
- Congal Cennfota mac Dúnchada († 674)
- Bécc Bairrche mac Blathmaic abdique 707 († 718)
- Dubthach mac Bécce Bairrche († 712)
- Oengus mac Bécce Bairrche († 730)
- Áed Róin mac Bécce Bairrche († 735)
- Fiachnae mac Áedo Róin († 789)
- Eochaid mac Fiachnai  790-810
- Cairell mac Fiachnai 810-819
- Muiredach mac Eochada 825-839
- Matudán mac Muiredaig 839-857
- Ainbíth mac Áedo 857-882
- Eochocán mac Áedo 882-883
- Airemón mac Áedo 882-886
- Fiachnae mac Ainbítha 886-886
- Bécc mac Airemóin 886-893
- Muiredach mac Eochocáin 893-896
- Áed mac Eochocáin 896-919
- Dubgall mac Áeda 919-925
- Matudán mac Áeda 925-950
- Ardgal mac Matudán 950-970
- Niall mac Áeda 970-971
- Eochaid mac Ardgail 971-1004
- Gilla Comgaill mac Ardgail 1004-1005
- Mael Runaid mac Ardgail 1005-1007
- Matudán mac Domnaill 1007
- Duc Tuinne (In Torc) mac Eochada   1007
- Domnall mac Duc Tuine 1007
- Niall mac Duc Tuine 1007-1016
- Muiredach mac Matudáin 1007-1008
- Niall mac Eochada 1016 † 1063
- Donnchad Ua Mathgamma 1063-1065
- Cu Ulad mac Aeda 1065-1071 1072
- Lochlann Ua Maflruanaid 1071
- Donn Sleibe mac Eochaid 1071-1078 déposé
- Aed ̥Mérénach 1078-1080 déposé
- Goll na Gorte Ua Mathghamma 1080-1081
- Donn Sleibe 1081-1091 rétabli
- Donnchad Mac Duinn Sléibe 1091-1095 déposé
- Eochaid Goll Gargraige Mac Duinn Sléibe 1095-1099 déposé
- Eochaid Goll Gargraige Mac Duinn Sléibe  1099-1108 rétabli
- Donnchad Mac Duinn Sléibe 1108-1113 rétabli
- Eochaid Ua Mathgamma 1113-1127
- Niall  Mac Duinn Sléibe 1113-1127
- Cennetig mac Aeda Mac Duinn Sléibe 1127-1128
- Ragnall  Mac Duinn Sléibe 1127-1131
- Cu Ulad mac Conchobar Mac Duinn Sléibe 1131-1148
- Donnchad mac Aeda Mac Duinn Sléibe 1148-1149
- Cu Ulad 1149-1157 rétabli
- Aed mac Cu Ulad 1157-1158
- Eochaid mac Cu Ulad 1158-166
- Magnus mac Cu Ulad 116-1171
- Donn Sleibe mac Cu Ulad 1171-1172
- Ruaidri mac Cu Ulad 1172-1201

## Déclin et chute
Une branche cadette du Dál Fiatach règne sur le « Leth Cathail » (i.e: moitié de Cathal), l'actuelle  péninsule de Lecale  près de Downpatrick par contre le prestigieux centre monastique de Downpatrick demeure sous le contrôle de la lignée principale des rois de Dál Fiatach.
Le Dál Fiatach est supplanté comme dynastie souveraine de l'ensemble de  Ulster par les Uí Néill, qui envahissent la province à partir du nord-est du  Connacht au Ve siècle selon la datation traditionnelle et s'établissent dans le nord-ouest de l'Ulster ou Donegal d'où ils obtiennent l'allégeance de  Airgialla en l'Ulster central. Les Ulaid ne contrôlèrent désormais plus que l'actuel comté d'Antrim et le  comté de Down et le titre de « roi d'Ulster » ne concerne plus en fait que l'est de la province historique.
Le comté de  Down était le centre des territoires du Dál Fiatach, et la principale résidence royale et religieuses se trouvait à  Downpatrick. À partir du IXe siècle, Bangor, contrôlé à l'origine par les voisins et rivaux du Dál nAraidi, devient la principale site religieux patronné par les rois.
Les lignées de descendants de la famille royale du Dál Fiatach comprennent les clans Mac Duinn Sléibe, anglicisé en MacDonlevy/MacDunleavy (ou encore MacNulty), et leur parent les maisons des Uí Eochadha, anglicisé en O'Haughey/O'Hoey (parfois nommé également MacCaughey).
À la fin du XIIe siècle les derniers rois MacDonlevy sont attaqués par les anglo-normands de John de Courcy. Ce dernier en janvier 1177 s'empare de leur domaine à la tête de 22 chevaliers et de 300
hommes. Ils tentent de résister mais ils sont défaits et dans l'incapacité de reprendre leur royaume face aux Normands supérieurement armés. De Courcy pérennise sa position en construisant les châteaux de Carrickfergus dans le comté d'Antrim  et de Dundrum dans le comté de Down.
Plusieurs lignées de MacDonlevys s'exilent dans le  Donegal, où ils deviennent les vassaux des Uí Domhnaill la dynastie royale du Tir Conaill, et où ils adoptent le nom de « Mac an Ulltaigh » (i.e: Fils des Hommes d'Ulster), nom anglicisé en MacNulty. Les O'Haughey/O'Hoeys sont toujours présents dans le comté de Down.

## Articles liés
- Liste des rois d'Ulster
- Dál nAraidi
- Liste des rois du Dál nAraidi

## Sources
- (en) Cet article est partiellement ou en totalité issu de l’article de Wikipédia en anglais intitulé « Dál Fiatach » (voir la liste des auteurs), édition du 28 mars 2012.
- (en) Edel Bhreathnach (sous la direction) The Kingship and landscape of Tara.Fours Courts Press for The Discovery Programme Dublin (2005), p.194 & Table 7: « Dál Fiatach » p.352-353
- (en) Francis John Byrne, Irish Kings and High-Kings. Four Courts Press  Dublin (2001). 2e édition  (ISBN 1851821961).
- (en) Sean Duffy (ed.), Atlas of Irish History. Gill & Macmillan, 2e édition Dublin  (2000).  (ISBN 0-7171-3093-2)
- (en) T.W Moody, F.X. Martin, F.J. Byrne A New History of Ireland IX Maps, Genealogies, Lists. A companion to Irish History part II . Oxford University Press réédition 2011  (ISBN 9780199593064) « Kings of Ulster to 1201 » p. 198 & Table généalogique 6 « Kings of Ulster (Dal Fiatach) to 1201 » p. 132.
- (en) Gearóid Mac Niocaill, Ireland before Vikings, Dublin, Gill & Macmillan, 1972 (ISBN 0-71710-558-X), p. 155 Fig. n°33 Rulers of Ulidia: the Dál Fiatach
- (en) Bart Jaski, Genealogical tables of medieval Irish royal dynasties, Dublin, Four Courts Press, 2013 (ISBN 9781846824265), p. 78  Ulaid ː  Tableau-2 Dal Fiatach